# Lista stadionów piłkarskich w Japonii
Lista stadionów piłkarskich w Japonii składa się z obiektów drużyn znajdujących się w J-League Division 1 (I poziomie ligowym Japonii) oraz J-League Division 2 (II poziomie ligowym Japonii). Na najwyższym poziomie rozgrywkowym znajduje się 18 drużyn oraz na drugim poziomie 22 drużyn, których stadiony zostały przedstawione w poniższej tabeli według kryterium pojemności, od największej do najmniejszej. Tabela uwzględnia również miejsce położenia stadionu (miasto oraz region), klub do którego obiekt należy oraz rok jego otwarcia lub renowacji.
Do listy dodano również stadiony o pojemności powyżej 20 tys. widzów, które są areną domową drużyn z niższych lig lub obecnie w ogóle nie rozgrywano mecze piłkarskie.
Na 10 stadionach z listy: Kashima Stadium w Ibaraki, International Stadium w Jokohamie, Wing Stadium w Kobe, Miyagi Stadium w Rifu, Big Swan Stadium w Niigacie, Ōita Stadium w Ōita, Nagai Stadium w Osace, Saitama Stadium w Saitamie, Sapporo Dome w Sapporo oraz Shizuoka Stadium w Shizuoce zostały rozegrane Mistrzostwa Świata w Piłce Nożnej 2002, które wspólnie z Japonią organizowała Korea Południowa. Na International Stadium w Jokohamie został rozegrany finał tych mistrzostw.
Legenda:

    – stadiony w budowie lub przebudowie

    – stadiony zamknięte lub zburzone
| Lp | Nazwa stadionu                    | Miejscowość | Region         | Drużyny                                     | Otwarty / renowacja | Pojemność      | Zdjęcie |
| -- | --------------------------------- | ----------- | -------------- | ------------------------------------------- | ------------------- | -------------- | ------- |
| 1  | International Stadium Yokohama    | Jokohama    | Region Kantō   | Yokohama F. Marinos                         | 1997                | 72 370         |         |
| 2  | Saitama Stadium 2002              | Saitama     | Region Kantō   | Urawa Red Diamonds                          | 2001                | 63 700         |         |
| 3  | Stadion Olimpijski                | Tokio       | Region Kantō   | Reprezentacja Japonii (1958–)               | 1958                | 57 363         |         |
| 4  | Stadium Ecopa                     | Fukuroi     | Region Chūbu   | Jubilo Iwata, Shimizu S-Pulse               | 2001                | 50 889         |         |
| 5  | Ajinomoto Stadium                 | Tokio       | Region Kantō   | FC Tokyo, Tokyo Verdy                       | 2000                | 50 000         |         |
| 6  | Hiroshima Big Arch                | Hiroszima   | Region Chūgoku | Sanfrecce Hiroshima                         | 1993                | 50 000         |         |
| 7  | Nagai Stadium                     | Osaka       | Kinki          | Cerezo Osaka                                | 1964                | 47 816         |         |
| 8  | Miyagi Stadium                    | Rifu        | Region Tōhoku  | Vegalta Sendai                              | 2000                | 49 133         |         |
| 9  | Toyota Stadium                    | Toyota      | Region Chūbu   | Nagoya Grampus                              | 2001                | 45 000         |         |
| 10 | Kobe Universiade Memorial Stadium | Kobe        | Kinki          | Vissel Kobe                                 | 1985                | 45 000         |         |
| 11 | Denka Big Swan Stadium            | Niigata     | Region Chūbu   | Albirex Niigata                             | 2001                | 42 700         |         |
| 12 | Kashima Soccer Stadium            | Kashima     | Region Kantō   | Kashima Antlers                             | 1993                | 41 800         |         |
| 13 | Sapporo Dome                      | Sapporo     | Hokkaido       | Consadole Sapporo                           | 2001                | 41 484         |         |
| 14 | Ōita Bank Dome                    | Ōita        | Kiusiu         | Oita Trinita                                | 2001                | 40 000         |         |
| 15 | Umakana Yokana Stadium            | Kumamoto    | Kiusiu         | Roasso Kumamoto                             | 1998                | 32 000         |         |
| 16 | Gifu Nagaragawa Stadium           | Gifu        | Region Chūbu   | F.C. Gifu                                   | 1991                | 31 000         |         |
| 17 | Kobe City Misaki Park Stadium     | Kobe        | Kinki          | Vissel Kobe                                 | 2001                | 30 132         |         |
| 18 | Kagawa Marugame Stadium           | Marugame    | Sikoku         | Kamatamare Sanuki                           | 1997                | 30 100         |         |
| 19 | Chiba Sports Center Stadium       | Chiba       | Region Kantō   |                                             | 1966                | 30 000         |         |
| 20 | Hakatanomori Athletic Stadium     | Fukuoka     | Kiusiu         | FC Ryūkyū                                   | 1990                | 30 000         |         |
| 21 | Iwate Athletic Stadium            | Morioka     | Region Tōhoku  | Grulla Morioka                              | 1966                | 30 000         |         |
| 22 | Konoike Athletic Stadium          | Nara        | Kinki          |                                             | 1983                | 30 000         |         |
| 23 | Tottori Athletics Stadium         | Tottori     | Region Chūgoku |                                             | 1966                | 30 000         |         |
| 24 | Toyama Athletic Stadium           | Toyama      | Region Chūbu   | Kataller Toyama                             | 1993                | 28 494         |         |
| 25 | Kusanagi Athletic Stadium         | Shizuoka    | Region Chūbu   |                                             | 1957                | 28 000         |         |
| 26 | Mizuho Athletic Stadium           | Nagoja      | Region Chūbu   | Nagoya Grampus                              | 1947                | 27 000         |         |
| 27 | Kochi Haruno Athletic Stadium     | Haruno      | Sikoku         |                                             | 1987                | 25 000         |         |
| 28 | Okinawa Athletic Stadium          | Okinawa     | Kiusiu         | FC Ryūkyū                                   | 1987                | 25 000         |         |
| 29 | Todoroki Athletics Stadium        | Kawasaki    | Region Kantō   | Kawasaki Frontale                           | 1962                | 25 000         |         |
| 30 | Kimiidera Athletic Stadium        | Wakayama    | Kinki          |                                             |                     | 24 500         |         |
| 31 | Best Amenity Stadium              | Tosu        | Kiusiu         | Sagan Tosu                                  | 1996                | 24 490         |         |
| 32 | Matsue Athletic Stadium           | Matsue      | Region Chūgoku |                                             | 1981                | 24 000         |         |
| 33 | Level-5 Stadium                   | Fukuoka     | Kiusiu         | Avispa Fukuoka                              | 1995                | 22 563         |         |
| 34 | Kasamatsu Stadium                 | Hitachinaka | Region Kantō   | Mito HollyHock                              | 1973                | 22 002         |         |
| 35 | Kitakami Stadium                  | Kitakami    | Region Tōhoku  |                                             | 1997                | 22 000         |         |
| 36 | Olive Field                       | Takamatsu   | Sikoku         | Kagawa Olive Guyners                        | 1982                | 22 000         |         |
| 37 | Technoport Fukui Stadium          | Fukui       | Region Chūbu   | ALO's Hokuriku                              | 1994                | 21 503         |         |
| 38 | Urawa Komaba Stadium              | Saitama     | Region Kantō   | Urawa Red Diamonds                          | 1967                | 21 500         |         |
| 39 | Ishikawa Kanazawa Stadium         | Kanazawa    | Region Chūbu   | Zweigen Kanazawa                            |                     | 21 068         |         |
| 40 | Fukushima Azuma Stadium           | Fukushima   | Region Tōhoku  | Fukushima United FC                         |                     | 21 000         |         |
| 41 | Osaka Expo '70 Stadium            | Suita       | Kinki          | Gamba Osaka                                 | 1972                | 21 000         |         |
| 42 | Sapporo Atsubetsu Park Stadium    | Sapporo     | Hokkaido       | Consadole Sapporo                           | 1986                | 20 861         |         |
| 43 | Nishikyogoku Athletic Stadium     | Kioto       | Kinki          | Kyoto Sanga FC                              | 1942                | 20 588         |         |
| 44 | Kincho Stadium                    | Osaka       | Kinki          | Cerezo Osaka                                | 1987                | 20 500         |         |
| 45 | Pocarisweat Stadium               | Naruto      | Sikoku         | Tokushima Vortis                            | 1971                | 20 441         |         |
| 46 | Matsumotodaira Football Stadium   | Matsumoto   | Region Chūbu   | FC Antelope Shiojiri, Matsumoto Yamaga FC   | 1999                | 20 396         |         |
| 47 | Outsourcing Stadium Nihondaira    | Shizuoka    | Region Chūbu   | Shimizu S-Pulse                             | 1991                | 20 339         |         |
| 48 | ND Soft Stadium Yamagata          | Tendō       | Region Tōhoku  | Montedio Yamagata                           | 1991                | 20 315         |         |
| 49 | Soyu Stadium                      | Akita       | Region Tōhoku  | Blaublitz Akita                             | 1941                | 20 125         |         |
| 50 | Komazawa Olympic Park Stadium     | Tokio       | Region Kantō   | FC Tokyo                                    | 1964                | 20 010         |         |
| 51 | Akashi Park Stadium               | Akashi      | Kinki          |                                             | 1974                | 20 000         |         |
| 52 | Miyazaki Athletic Stadium         | Miyazaki    | Kiusiu         | Honda Lock SC                               | 1974                | 20 000         |         |
| 53 | Himeji Athletic Stadium           | Himeji      | Kinki          |                                             |                     | 20 000         |         |
| 54 | Kashiwanoha Park Stadium          | Kashiwa     | Region Kantō   | Kashiwa Reysol                              | 1999                | 20 000         |         |
| 55 | Kanko Stadium                     | Okayama     | Region Chūgoku | Fagiano Okayama                             | 1957                | 20 000         |         |
| 56 | Nagoya City Minato Soccer Stadium | Nagoja      | Region Chūbu   |                                             | 1993                | 20 000         |         |
| 57 | Ningineer Stadium                 | Matsuyama   | Sikoku         | Ehime F.C.                                  | 1979                | 20 000         |         |
| 58 | Miki Park Stadium                 | Miki        | Kinki          | Vissel Kobe                                 | 2005                | 20 000         |         |
| 59 | Yamaguchi Ishin Park Stadium      | Yamaguchi   | Region Chūgoku | Renofa Yamaguchi FC                         | 1963                | 20 000         |         |
| 60 | Fukuda Denshi Arena               | Chiba       | Region Kantō   | JEF United Ichihara Chiba                   | 2005                | 19 781         |         |
| 61 | Yurtec Stadium Sendai             | Sendai      | Region Tōhoku  | Sony Sendai FC, Vegalta Sendai              | 1997                | 19 694         |         |
| 62 | Shonan BMW Stadium Hiratsuka      | Hiratsuka   | Region Kantō   | Shonan Bellmare                             | 1987                | 18 500         |         |
| 63 | Tochigi Green Stadium             | Utsunomiya  | Region Kantō   | Tochigi SC                                  | 1993                | 18 025         |         |
| 64 | Yamanashi Chuo Bank Stadium       | Kōfu        | Region Chūbu   | Ventforet Kofu                              | 1985                | 17 000         |         |
| 65 | Hitachi Kashiwa Soccer Stadium    | Kashiwa     | Region Kantō   | 1986                                        | Kashiwa Reysol      | 15 900         |         |
| 66 | NACK5 Stadium Omiya               | Saitama     | Region Kantō   | Omiya Ardija                                | 1964                | 15 500         |         |
| 67 | Nagasaki Athletic Stadium         | Nagasaki    | Kiusiu         | V-Varen Nagasaki                            | 1969                | 15 419         |         |
| 68 | Yamaha Stadium                    | Iwata       | Region Chūbu   | Jubilo Iwata                                | 1978                | 15 165         |         |
| 69 | Mitsuzawa Stadium                 | Jokohama    | Region Kantō   | Yokohama FC                                 | 1955                | 15 046         |         |
| 70 | K's denki Stadium Mito            | Mito        | Region Kantō   | Mito HollyHock                              | 1987                | 12 000         |         |
| 71 | Shoda Shoyu Stadium Gunma         | Maebashi    | Region Kantō   | Thespa Kusatsu, Thespakusatsu Gunma (2005-) | 1951                | 11 773         |         |
| 72 | Honjō Athletic Stadium            | Kitakyūshū  | Kiusiu         | Giravanz Kitakyushu                         | 1989                | 10 202         |         |
| -  | Korakuen Velodrome                | Tokio       | Region Kantō   | Reprezentacja Japonii (1955, 1956, 1959)    | 1949                | rozebrano 1972 |         |
| -  | Osaka City Ground                 | Osaka       | Region Kinki   |                                             | 1923                | rozebrano 1964 |         |